# Olongapo City

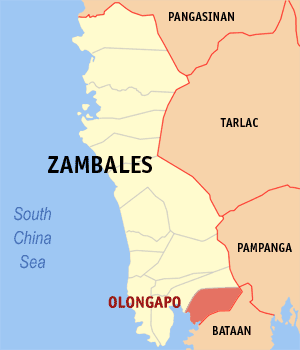
Olongapo Citys läge i Zambales.

Olongapo City är en stad i Filippinerna och ligger i provinsen Zambales, regionen Centrala Luzon. Staden hade 227 270 invånare vid folkräkningen 2007, fördelade på 43 107 hushåll. Staden är indelad i 17 smådistrikt, barangayer, varav samtliga är klassificerade som urbana enheter.
Till skillnad från övriga Filippinerna, som blev en självständig republik 1946, förblev Olongapo styrt av USA fram till 1959. Fram till 1992 låg en amerikansk marinbas strax söder om staden. Det är numera en ekonomisk frizon, Subic Bay Freeport Zone.

## Staden i kulturen
Filmen En officer och gentleman utspelar sig delvis i Olongapo. Filmen Mammut är till viss del inspelad i staden. Majgull Axelssons roman Rosario är död utspelas i Olongapo.